# Aphanicerca bovina
Aphanicerca bovina är en bäcksländeart som beskrevs av Barnard 1934. Aphanicerca bovina ingår i släktet Aphanicerca och familjen Notonemouridae. Inga underarter finns listade i Catalogue of Life.